# Disputa del asno
La Disputa del asno (1417) es una novela dialogada en catalán cuya versión original no se conserva actualmente. La obra es de Anselm Turmeda, la más extensa de este autor en su lengua natal.
La obra es de inspiración plenamente árabe e incluso se podría considerar una traducción de La disputa de los animales contra el hombre, del siglo X, si no fuera por los añadidos anticlericales originales del fraile renegado y a la renovación estilística que convierte el monótono original en un texto narrativo brillante y completo.
No se conserva ningún manuscrito del original turmediano, sacado de la profecía que recita el asno al final de la obra. Se tiene constancia que fue editada en Barcelona en catalán en 1509 con el título Disputa del asno contra fraile Encelm Turmeda sobre la natura e nobleza de los animales, pero tampoco ha perdurado ningún ejemplar. Su contenido es conocido gracias a la traducción francesa impresa en Lyon en 1544 y también gracias a la que se hizo al alemán en 1606 a Mümpelgardt. La pérdida del original de esta novela parece estar relacionada con el hecho que en 1583 la Inquisición española la incluyese en el Índice de libros prohibidos.

## Argumento
Todos los animales, desde los más nobles a los más humildes y con la excepción de los peces, se encuentran reunidos en un locus amoenus para elegir un sucesor de entre los parientes del rey león, que había muerto sin herederos. Unánimemente acuerdan aceptar a quien escoja el caballo, el cual elige el león rojo de larga cola, primo del difunto. Las fiestas conmemorativas por la coronación despiertan a Fray Anselm que duerme en las proximidades. Descubierto por los animales, el nuevo rey lo identifica con el fraile mallorquín que defiende la absurda idea que los hombres son superiores a los animales, por lo cual se acuerda una disputa por refutar tal opinión. Por parte de los animales, el defensor de la primacía será el asno roñoso de la cola cortada.
La disputa se desarrolla con la presentación de una serie de argumentos por parte de Fray Anselm, hasta 19 de ellos. El fraile es refutado consecutivamente por el asno, a excepción de su último argumento relativo a la encarnación de Dios en hombre. Este último, precisamente, da la victoria al fraile.